# Arató András (rádiós)
Arató András (Budapest, 1953. május 30. –) a Klubrádiót működtető Monográf Zrt. elnök-vezérigazgatója, fotóművész.

## Élete
A Kölcsey Ferenc Gimnáziumban érettségizett, majd a Műszaki Egyetemen tanult, ahol 1977-ben diplomát szerzett. Ezután tizenkét évig tervezőmérnökként dolgozott. 1989-ben korábbi munkatársaival megalapította a Dunaholding Zrt.-t.

## Tanulmányok
- 1967 – 1971: Kölcsey Ferenc Gimnázium
- 1972 – 1977: Budapesti Műszaki Egyetem, Építőmérnöki Kar
- 1987 – 1989: Marx Karoly Közgazdaságtudományi Egyetem

## Munkahelyek
- 1977 – 1979 Főmterv
- 1989 – 2001 A Dunaholding Kft.
- 2001 – A Klubradio Rt.; elnök–vezérigazgató

### Egyéb tevékenységek
- 1994 – 1995 a Magyar Vállalkozói Szövetség társelnöke
- 2000 – 2004 A Magyar Asztalitenisz Szövetség elnöke
- 2006 – A Magyar Fotográfiai Alapítvány megbízottja
- 2006 – Magyar Fotográfusok Szövetségének tagja
- 2008 – A Magyar Újságírók Szövetségének tagja

## Fotográfia

### Egyéni kiállítások
- Tükröm, tükröm, Budapest, 2016
- Kettes látás, Budapest, 2014
- Szabadság, szerelem, Budapest, 2011
- Kedvenc arcaim – kedvenceim arca, Budapest, 2010
- Poszt-szovjet Toi-Story és más történetek, Budapest, 2008
- Magyar írók, színészek, rendezők, Szentpétervár, 2007
- Pannon etűdök, Moszkva, 2007
- Euro-Hungarian Standpoints and Perspectives, Ankara, 2004
- Eurogondola, Budapest, 2003
- Fejezetek, Komédium Galéria, Budapest, 2001

## Könyvek
Önálló kötetek
- Fejezetek / Chapters; Komédium Kht., Bp., 2001
- Képes és képtelen enciklopédia; Glória, Bp., 2005
- Arcnovellák; Kossuth, Bp., 2008
- Sándor Anna: Szibériai anziksz; fotó Arató András; Kossuth, Bp., 2010
- Miért éppen Skandinávia? Utazóskönyv; Kossuth, Bp., 2010
- Kórtársak és egyéb madarak; rajz Szűcs Édua, jegyz. Széky János; Olvasó Sarok, Bp., 2010
- A múlt elkezdődött; Dunaholding, Bp., 2012
- Gábriel éve. ...régi kór árnya felé; Gabbiano Print, Bp., 2014
- MIX túra. Utazások testben vagy lélekben; Kossuth, Bp., 2020
- Az elmúlt fél év. A klubrádió és én; Kossuth, Bp., 2021
- Basszus. Üzenetek Abszurdisztánból; AB Obo, Bp., 2023